# Хакару Хашимото
Хакару Хашимото (јап. 橋本 策; Префектура Мие, 5. мај 1881. — Префектура Мие, 9. јануар 1934) био је јапански лекар и медицински научник. Најпознатији је по објављивању првог описа болести која ће касније бити названа Хашимотов тиреоидитис.

## Биографија
Хакару Хашимото рођен је 5. маја 1881. у селу Мидау у префектури Мие као трећи син лекара Кеносуке Хашимотоа. Потиче из породице која је медицину практиковала вековима. Велики утицај на Хакаруа приликом избора професије извршио је његов деда, најпознатији лекар у префектури у своје време, који је студирао холандску медицину.
Године 1903, уписао је Медицински факултет у Фукуоки, који је био огранак новооснованог Кјушу универзитета. Завршио га је 1907. године и био је један од првих дипломаца овог факултета. Одмах након завршетка студија започео је стажирање на Хируршкој клиници у Фукуоки. Између 1908. и 1912. године, за време докторских студија, Хашимото се интересовао за ткиво штитасте жлезде. Током тог периода он је извадио узорке ткива штитњаче од четири пацијента и открио нове патолошке карактеристике. Професор Хаиари Миyаке, први јапански неурохирург, шеф одељења, обучио је Хашимотоа техници прављења микроскопских препарата штитасте жлезде.
Након добијања доктората, 1912. године, Хашимото је своје налазе пријавио као независну нову болест у немачком часопису за клиничку хирургију Архив за клиничку хирургију. Своју монографију је насловио Извјештај о лимфоматозним променама штитасте жлезде. Имала је тридесет страна и пет илустрација. Убрзо након објављивања монографије, Хашимото је отишао у Немачку да би наставио своје истраживање. Студирао је патологију код професора Кауфмана на Универзитету у Гетингену и наредне три године провео је у Берлину, Гетингену и Лондону. Када је почео Први светски рат био је приморан да се врати у Јапан. Придружио се породичној пракси и постао успешан хирург.
Године 1920, оженио се Јошико Миаке и имали су три сина (Кенићи, Харуо, Казуо) и једну кћер (Ханако).
Разболео се у децембру 1933. године од трбушног тифуса. Умро је 9. јануара 1934. године у својој кући. Није доживео светско признање за откриће нове аутоимуне болести.

## Признавање Хашимотовог тиреоидитиса
Након објављивања Хашимотове монографије, немачки лекари и хирурзи су сматрали да је болест која је касније названа по Хашимотоу у ствари рана фаза Риделовог тиреоидитиса. Тек је почетком 30-их година 20. века ово мишљење почело да се мења. Ален Грахам, хирург из Кливленда у Охају, је 1931. године поновио Хашимотову теорију да лимфоматска струма није Риделов тироидитис, да је то посебна болест и инсистирао је на томе да се лимфоматозна струма назове по њеном проналазачу, Хашимотова лимфоматозна струма. И остали лекари су почели да се слажу са овом изјавом и да у својим радовима наводе да је Хашимото први тачно описао ову врсту обољења.
Године 1956, Росе и Витебски су показали да имунизација зечева екстрактом зечије тиреоидеје изазива хистолошке промене у штитастој жлезди, које личе на оне код Хашимотовог тиреоидитиса. Нешто касније су Дебора Дониах и Иван Роит из Лондона изоловали тиреоглобулинска антитела из серума оболелих од Хашимотовог тиреоидитиса, и закључили су да је Хашимотова лимфоматозна струма аутоимуна болест штитњаче. Била је то прва описана аутоимуна болест.
Тако је Хашимотов тиреоидитис, од његовог првог описа 1912, прошао неколико фаза у познавању и тумачењу. Описан је као посебна врста струме од стране Хакаруа Хашимотоа. Инсистирањем Алена Грахама 1934. названа је по свом проналазачу. Радовима Вутебског, Деборе Дониах и Ивана Роита сврстана је у аутоимуну тиреоидну болест, Данас се сматра да је Хашимотов тиреоидитис најчешћа аутоимуна тиреоидна болест на свету.

## Хашимотова улица
Универзитет Кјушу је у свом кампусу једну од улица именовао "Хашимотова улица".